# Historia del derecho en la Antigua Grecia
La historia del derecho en la Antigua Grecia, no consistió en postulados que de forma orgánica fueran recopilados por los "códigos romanos" o imperiales, sino que fueron sus criterios de análisis los que serían traspasados desde la originaria política, ejercida en la polis (la ciudad), hacia el ejercicio jurisprudencial e imperial Romano, y a su vez estos últimos al legado de occidente.

## Historia del Derecho en la Antigua Grecia

### Cultura y ubicación geográfica
Grecia se ubicó originariamente en el sector noreste del mar Mediterráneo, en lo que hoy es la Península de los Balcanes. El pueblo más antiguo del cual se tenga fuente de asentamiento en la Península de los Balcanes, son los pelasgos los cuales eran exógenos de origen indoeuropeo, que posteriormente, cayeron bajo la influencia de otros pueblos que asentaron la zona, algunos de los más destacables pueblos, que luego se transformaron en verdaderas «civilizaciones» son la minoica y la micénica , así como posteriormente los dorios, todos estos nutrieron y formaron la Grecia de la cual se tiene registro y así también ellos fueron parte del patrimonio formado por Grecia, incluyendo también las cerca de dos mil islas del Mar Egeo, que también formaron parte importante de la civilización griega las cuales enriquecieron las relaciones comerciales, cultura y copulativamente la economía de la región.

### Génesis histórica
Dada cierta inclinación griega al pensamiento y a la organización formal, además de la exaltación hacia la Justicia como virtud o valor fundamental tanto para Platón y asimismo para Aristóteles, del mismo modo cabría referir el sitio donde estas civilizaciones comienzan, de manera de generar una mayor abstracción y comprensión que se posee del derecho hoy en día, a partir de sus propios orígenes e influencias remotas. Estas influencias hallan lugar en la obra del griego Hesíodo, principalmente en su texto Los trabajos y los días, en griego, Los Erga.
En el siglo VIII a. C., un griego de la distante Beocia, cuyo cometido consistía en la formulación de poesía épica, realizó una obra destinada a establecer la justicia como virtud elemental, dando inicio a la larga tradición que más tarde desarrollaría Platón, y luego Aristóteles. Hesíodo recoge dos formulaciones, la primera proveniente de Homero, llamada temis, según éste, los dioses entregaban a los hombres el cetro y la temis, que quiere decir en significado «ley» en su sentido más amplio de comprensión.
Luego éste incorpora figura de la diké, que sería más tarde acogida por Aristóteles en el famoso y máximo principio aristotélico «dar a cada uno lo suyo». Es decir, entiende que puede darse una situación en que algo no sea justo acorde a la temis pero sí a la diké. Así como temis se refiere a la autoridad del derecho, a su legalidad y validez, diké quiere decir cumplimiento de la justicia, traducida como dar a cada cual lo que es debido, y lo que cada cual puede exigir. Como podría deducirse, la preocupación de los antiguos frente a la exigencia de un Derecho igual constituyó el fin más alto.
La diké poco a poco fue inundado la esfera de la vida pública, donde se veía a todos como iguales ante esta medida nacida de la consciencia jurídica, incluso la nobleza tuvo que someterse a sus dictámenes sin más, y con el tiempo, también éstos buscaron amparo en ella sobre todo en tiempos de crisis social.
Pero luego habrá de surgir un nuevo ideal, a partir de la diké, llamado justicia, acuñado bajo el término abstracto, diakaiosyne. El concepto surgió, y esto es lo relevante, de una mezcla del ideal jurídico, o sentimiento del derecho, con la representación de una determinada clase de hombre, entendido el mismo como depositario de una cierta areté. Así, la nueva diakaiosyne era más objetiva. La nueva diakaiosyne acabó por unirse a la areté, y se creyó que poseía, en la ley escrita, el criterio infalible de lo justo e injusto mediante dicha fijación escrita, hubo derecho usualmente válido y por ende el concepto de justicia alcanzó un contenido palpable.
La Ley se convierte, de esta manera, en el estadio más importante en el camino que lleva a la formación de la educación griega y realización del más alto ideal griego, siendo ésta, incluso, antecedente de la filosofía (véase por ejemplo el Critón) como también de la idea de hombre formulada por los filósofos. La frase la fija Píndaro, señalando que el estado se expresa objetivamente en la ley, y la ley se convierte en rey. Y luego Heráclito nos reafirma semejante creencia al decir que «el pueblo debe luchar por su ley como por sus murallas».
El Derecho surgió completamente ligado al ideal de formación del individuo en tanto era parte de la polis, y donde el ethos cobró más importancia que el logos, esto es, resultó de mayor importancia la formación del individuo en cuanto tal, y de su orientación hacia el "buen camino" traducido en la diké, y más tarde en la diakaiosyne, siendo el derecho no un sistema puramente organizador sino realizador del más alto ideal de hombre, la vida en sociedad, la areté. Esta fue la verdadera misión histórica que podría contrastarse con una visión del mundo contemporáneo, que ha olvidado en cierto modo al hacer omiso de estas fuentes vinculante y supletorias el verdadero Génesis y propósito de éste como Derecho. Así es menester hoy recoger estas fuentes del legado griego.
Aristóteles describe la fusión de ambos elementos en su famoso pasaje: "La justicia es una necesidad social, porque el derecho es la regla de vida para la asociación política, y la decisión de lo justo es lo que constituye el Derecho" (Aristóteles,Política), cuya consecuencia inmediata es que los griegos no concibieron jamás la dualidad moderna planteada por el positivismo jurídico del llamado "derecho injusto".
Los griegos plantearon su preocupación por cuestiones jurídicas y su forma de estructurarlas en las sociedad, así vislumbraron un nuevo camino que ellos mismos trazaron cuidadosamente, como también ayudó la senda de discusiones que iniciaron, y que repercuten en los ideales modernos, que si bien se alejan de las reflexiones y el modo de pensar griego, yacen sus raíces en éste como algo que es imposible prescindir al momento de concebir una verdadera formación del concepto de derecho
La omisión del Derecho en la obra de Platón sea una muestra clara y una distinción interesante de cómo incluso la esfera del Derecho y de lo justo influyó en las profundas cavilaciones de Platón al punto de reemplazar éste por la virtud del rey filósofo rechazando el antiguo ideal antes establecido de la ciudad-estado.
Y cuya reivindicación sería tardía por parte de Platón, intentando dar en una obra posterior (Leyes) el lugar que siempre le correspondió y enfatizando la importancia moral del Derecho). Aristóteles criticaría duramente a Platón al decir que ni siquiera el gobernante más sabio puede prescindir de la ley, pues la ley es la razón desprovista de pasión.
Se presenta a modo de ejemplo una fuente del idealismo griego en el Derecho, contenida en la legislación de Licurgo. Pues es la legislación de Licurgo algo contrario de lo que los griegos entendían por legislación. No es una codificación habitual de leyes particulares y públicas, sino el nomos, en el sentido de una tradición oral, dotada de validez, de la cual sólo unas cuantas leyes fundamentales y solemnes fueron fijadas de forma escrita.
Así Licurgo otorgó mayor importancia a la fuerza de la educación y a la formación de la consciencia ciudadana que a las prescripciones jurídicas, esto es, prefirió la tradición consuetudinaria a la manía legisladora de la democracia del siglo IV. Otorgando mayor énfasis a la formación de los hombres de acuerdo con las normas obligatorias de la comunidad, alejándolo del individualismo, cuya veracidad se comprueba en el siguiente pasaje: "La educación se extendía hasta los adultos. Ninguno era libre ni podía vivir como quería. En la ciudad, como en un campamento, cada cual tenía reglamentadas sus ocupaciones y su género de vida en relación con las necesidades del estado y todos eran conscientes de que no se pertenecían a sí mismos, sino a la patria".
Tal cual se observa, el Derecho aquí se entiende como sinónimo de orden de la comunidad, como elemento organizador y no tanto de dar a cada uno lo que le corresponde, sino ordenar a cada uno lo que es debido. Estas dos visiones de Derecho (la primera propia de la democracia, la segunda propia de la autarquía) repercuten en las visiones modernas sobre el Derecho, que una vez más hace temblar los cimientos de las definiciones clásicas y de su vinculación con la justicia.